# Fort du Portzic
Le fort du Portzic fait partie du système de défense du goulet de Brest.

## Historique
Proche de Brest il a été construit par Vauban entre 1693 et 1699 et amélioré et agrandi au cours des  temps. La batterie de Portzic était l'ultime défense de la rade et fait face à la batterie de la pointe des Espagnols.
L'ensemble des constructions fortifiées restent sous l'autorité militaire. Le phare du Portzic (construit en 1848) et un sémaphore (1987) complètent l'ensemble.
En 1940, l'or de la Banque de France est acheminé par convoi ferroviaire à Brest puis transporté dans le magasin à poudre du fort de Portzic avant d'embarquer sur 5 navires en direction de Casablanca échappant ainsi à la convoitise des nazis.

## Galerie photos

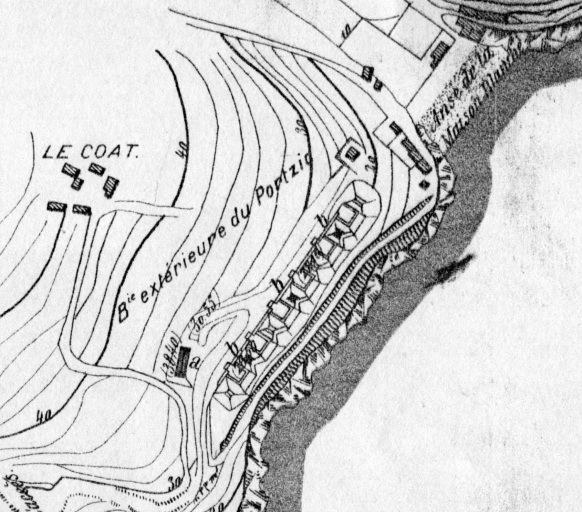
Plan de batterie externe de Fort Portzic, située à 150 m du fort, appelée batterie Maison Blanche
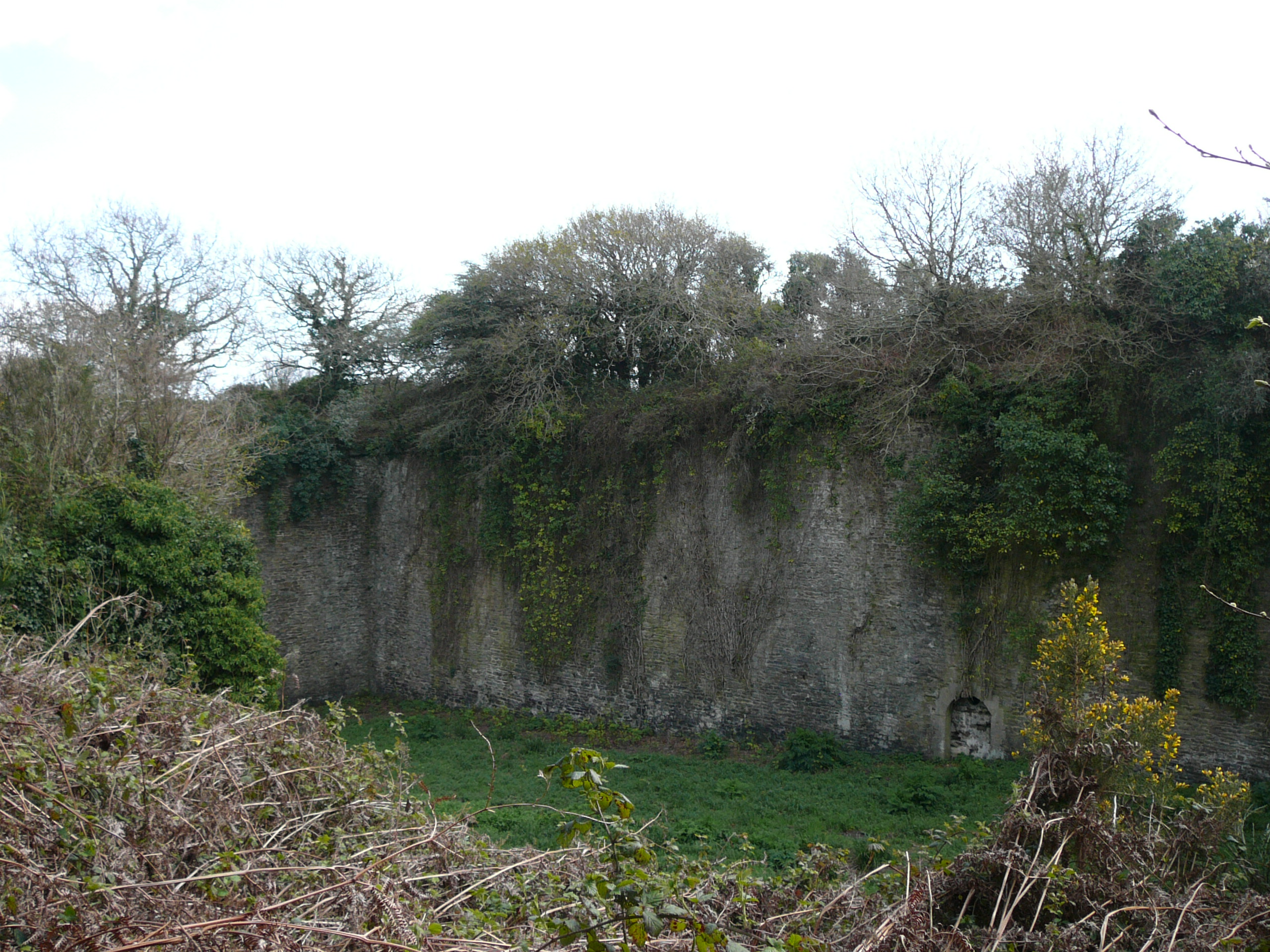
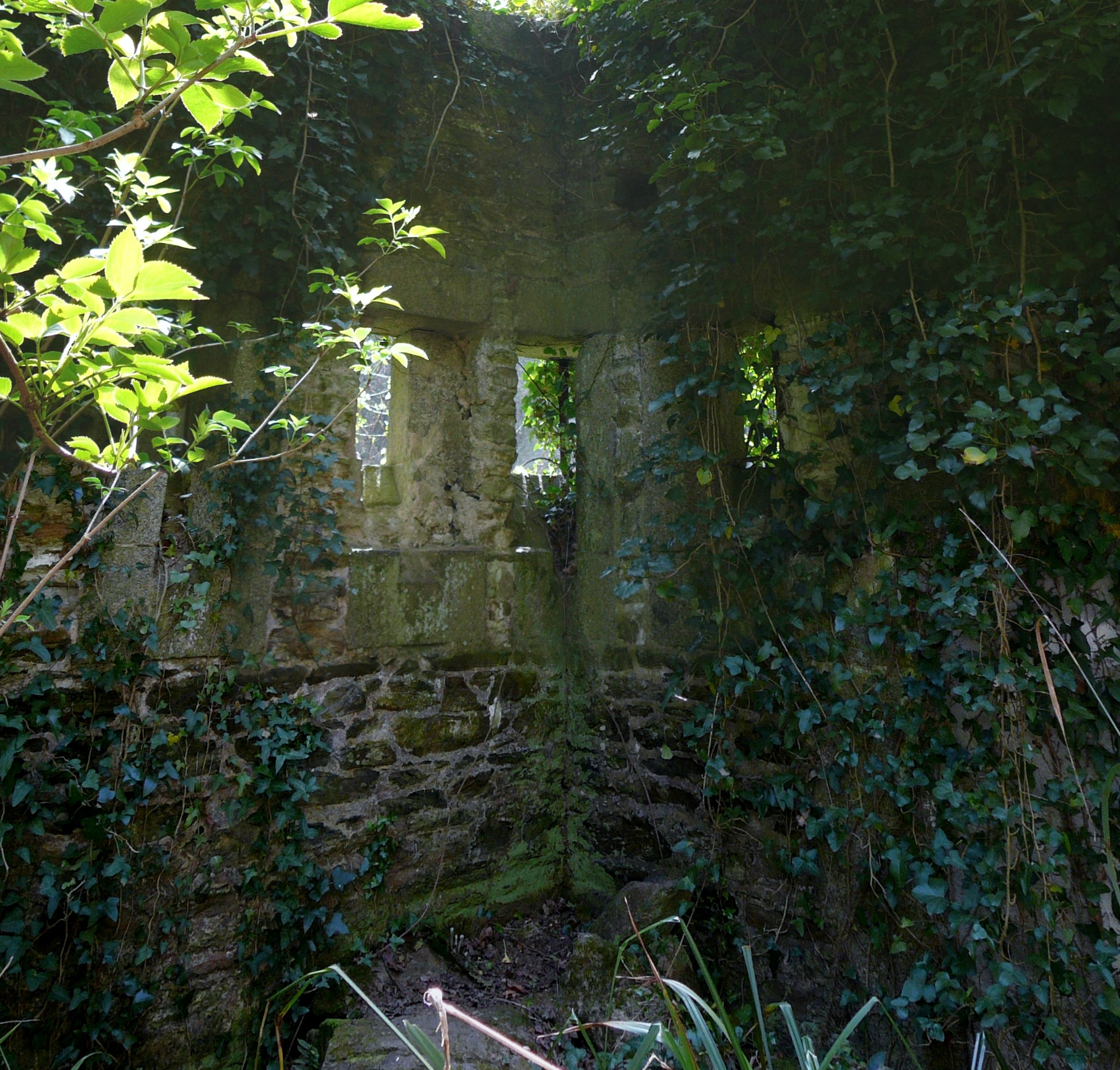